# Epitélio bucal
O epitélio bucal constitui uma barreira primária entre o meio bucal e os tecidos mais profundos. Ele é um epitélio escamoso estratificado que consiste em células firmemente unidas umas às outras e arranjadas em camadas ou estratos distintos. Assim como a epiderme e o revestimento do trato intestinal, o epeitélio bucal mantém sua integridade estrutural pelo processo de renovação celular contínuo, no qual as células são produzidas por divisões mitóticas nas camadas mais profundas e migram para a superfície, substituindo as descamadas. Assim, pode-se considerar que as células epiteliais consistem em duas populações funcionais diferentes: 
- uma população progenitora (cuja função é dividir e fornecer novas células) e
- uma população em maturação (cujas células sofrem continuamente um processo de diferenciação ou maturação, para formar uma camada protetora na superfície)